# Indostomus
Indostomus is een geslacht van straalvinnige vissen uit de familie van de stekelbuisbekvissen (Indostomidae).

## Soorten
- Indostomus crocodilus Britz & Kottelat, 1999
- Indostomus paradoxus Prashad & Mukerji, 1929
- Indostomus spinosus Britz & Kottelat, 1999